# Временный брак
Вре́менный брак, мутъа (араб. نكاح المتعة‎ —  брак для удовольствия или временный брак‎), сигэ (перс. صیغه‎) — форма брака у мусульман-шиитов, заключаемого на определённый срок (от часа до нескольких лет).
Временный брак дозволен у шиитов и запрещён у суннитов. Данный брак определяется парой по взаимной договорённости на какой-либо срок. При этом в договоре оговаривается содержание жены вместо махра и вознаграждение при расторжении брака.

## Термин
Для обозначения временного брака используется термин «мутъа». Порой временный брак называют также сига от названия брачно-договорной формулы, оговаривающей условия вступления в брак.
Слово «мутъа» в исламе имеет также значение компенсации невесте в случае отказа от брака после того как были достигнуты договорённости о предстоящей свадьбе (хитба). В этом случае форма и размер компенсации определяется по соглашению сторон, или в случае разногласий определяется мусульманским судьёй (кади).

## Права женщины, вступившей во временный брак
Женщина, находящаяся во временном браке, приравнивается к обычной жене, которой выплачивается махр (подарок супруга). Её дети являются законными, на неё распространяются обязанности замужней женщины. После истечения срока временного брака она обязана выдержать определённый срок до вступления в новый брак (идда). При желании супругов они могут продлевать временный брак после истечения его срока неограниченное число раз, и если речь идёт об одном и том же мужчине, идда не требуется. Кроме того, после окончания срока мут’а они также могут заключить постоянный брак.

## Трактовка временного брака у суннитов и шиитов
Согласно суннитской точке зрения, такой брак существовал среди арабов до ислама во времена невежества (джахилия), в то время как по шиитской версии этот вид брака узаконен шариатом. У последних временный брак практикуется по сей день, и количество таких браков у шиитов не ограничено.
Как в шиитских, так и в суннитских источниках зафиксирован тот факт, что временный брак был разрешён и практиковался мусульманами во времена пророка Мухаммеда и первых двух халифов, Абу Бакра и Умар. Сунниты утверждают, что временный брак был отменён самим пророком Мухаммедом и потому воспринимают его как прелюбодеяние. В свою очередь, шииты-имамиты считают отмену этой разновидности брака пророком недоказанной, а отмену халифом Умаром незаконной, поскольку сам Умар с их точки зрения являлся лишь узурпатором. По мусульманскому преданию, содержащемуся у Табари, отмена Умаром временного брака вызвало возражение со стороны Али. Последний сказал: «Если бы Омар не запретил брака мут’а, то бедняк не впадал бы в прелюбодение».

### Временный брак в Коране
Для обозначения временного брака используется термин «мутъа» (существует также термин «сига́»), который точно переводится как «удовольствие». Во времена пророка Мухаммеда его использовали для обозначения брачных (чаще всего сексуальных) отношений на время, что зафиксировано и в шиитских, и в суннитских сборниках хадисов.
В качестве довода о дозволенности временного брака, шииты приводят из Корана аят 24 суры 4 и указывают на отсутствие отменяющего его аята. В данном аяте сказано:
Женщине, на которой вы женитесь, дайте калым (махр) (4:24)
.
(Ибн аль-Джаузи писал: «По поводу этого аята существует два мнения. Согласно первому из них, речь в нём идет о том удовольствии, которое человек получает от постоянного брака, и о выплате брачного дара. Этого мнения придерживались Ибн Аббас, аль-Хасан аль-Басри, Муджахид и большинство других комментаторов. Согласно второму мнению, речь в нём идет о временном браке. Известно, что Ибн Аббас в одно время разрешал это, но впоследствии отказался от своих взглядов». Этого мнения придерживаются все мусульманские учёные, кроме шиитов-имамитов.
Ат-Табриси в комментарии к этому аяту сказал: «Аль-Хасан, Муджахид, Ибн Зейд и ас-Судди говорили, что смысл этого аята в том, что муж получает удовольствие от жены, вступая в постоянный брак, и преподнося ей брачный дар. Ибн Аббас, ас-Судди, Ибн Сайд и группа их последователей считали, что речь идет о временном браке, и это мнение разделяют шииты-имам иты». Однако мнение имамитов является слабым и противоречит священным текстам. Всевышний сказал: «…которые оберегают свои половые органы от всех, кроме своих жен или невольниц, которыми овладели их десницы, за что они не заслуживают порицания, тогда как желающие сверх этого являются преступниками…» (23:5-7). Из этого аята следует, что мужчина имеет право вступать в близость только с женой, с которой он заключил постоянный брак, а также с невольницей, которая принадлежит только ему одному.
В данном аяте использован глагол «истамтаъатум», являющийся производным от той же основы, что и слово «мутъа». Не только шиитские, но и суннитские учёные — такие, как Фахруддин ар-Рази — подтверждают, что в данном аяте речь идёт о временном браке. Об этом говорится, в частности, во многих суннитских комментариях к Корану — среди них тафсиры Саалаби, Ибн Джарира ат-Табари, ас-Суйути, аль-Куртуби, Ибн Хайяна, ан-Нишапури.
В сборнике Муслим приводится хадис от Джабира о том, что термин «мутъа» обозначает временный брак (хадис 3246 в английской версии сборника).
Вместе с тем, в тафсире Ибн Касира, а также в «Муснаде» Ахмада ибн Ханбала отмечается, что именно халиф Умар ибн аль-Хаттаб был инициатором запрета временного брака. В частности, приводится его высказывание:
Два типа мутъа были законны во времена пророка, и я запрещаю их оба, и буду наказывать тех, кто совершает это. Это — мутъа для паломников и мут'а с женщинами.
В иных источниках приводится другая версия того же самого высказывания Умара:
О люди! Три [вещи] были дозволены во времена Посланника Аллаха (да благословит его Аллах и приветствует), и я запрещаю их, и объявляю их недозволенными (харам), и наказываю за них. Это мута с женщинами, мута в период хаджа и слова “спешите делать добро” (хаййа ала хайри-ль-амаль) [в азане].
Ибн Касир отмечает в своём комментарии:
Аль-Бухари сообщил, что Умар имел обыкновение запрещать людям временные браки.
В своих тафсирах и аз-Замахшари, и ат-Табари приводят следующий хадис:
У аль-Хакама ибн Айниййи спросили, был ли отменён аят о мута с женщинами. Он ответил, что нет.
На основании этого, а также принимая во внимание практику непорочных имамов, шиитские законоведы делают единодушный вывод о дозволенности временного брака. Что касается суннитов, то они приводят ряд хадисов о запрете временного брака из своих достоверных сборников. Шиитские учёные не принимают этот довод, так как хадис не может отменить предписание, данное в Коране, поскольку, согласно исламу, пророк Мухаммад не мог противоречить Аллаху.

### Временный брак в Сунне
Шиитские муджтахиды не считают достоверными хадисы о запрете временного брака до Судного дня. Они убеждены в том, что запрет на временный брак в ряде случаев был ситуативным, а не постоянным (например, пророк Мухаммад не позволял воинам вступать во временный брак в период некоторых ключевых сражений, чтобы ничто не отвлекало бойцов от войны). В этой связи они указывают на ряд противоречий в суннитских сборниках, в частности, на то, что хадисы об окончательном запрете временного брака являются более ранними по отношению к хадисам, в которых описывается, как мусульмане практиковали временный брак с позволения пророка Мухаммада.
В качестве примера можно привести следующие хадисы.
С одной стороны, в сборнике Муслима приводится хадис о том, что временный брак был запрещён навсегда в день сражения Хайбар:
Мухаммад ибн Али рассказал со слов своего отца Али, что Посланник Аллаха (да пребудет с ним мир) в день Хайбара навсегда запретил заключать временные браки и есть мясо домашних ослов.
Однако в том же своде есть предания с информацией совсем иного рода:
Сабра аль-Джуханни рассказал: "Посланник Аллаха приказал нам заключать временные браки в Год Победы, когда мы вошли в Мекку..."
Как известно из истории ислама, сражение Хайбар предшествовало взятию мусульманами Мекки. Аналогичные хронологические нестыковки наблюдаются и в других хадисах об окончательном запрете временного брака, на которые ссылаются суннитские учёные.
В суннитских сборниках приводятся ряд других хадисов, касающихся темы временного брака. В сборнике Муслима содержится сообщение Джарира ибн Абдуллы и Салама ибн аль-Аквы:
К нам явился вестник от Посланника Аллаха (мир ему) и сказал: "Посланник Аллаха подарил вам право на удовольствие, то есть на заключение временного брака с женщинами".
Оригинальный текст (англ.)It was narrated that Jâbir bin 'Abdullâh and Salamah bin Al-Akwâ' said: "The caller of the Messenger of Allah came out to us and said: 'The Messenger of Allah has given you permission to enter into Mut'ah marriages with women."
Согласного сообщению Джабира ибн Абдуллы, приведённого в том же сборнике Муслима:
Мы практиковали временные браки, давая в качестве махра горсть фиников или муки в период жизни Посланника Аллаха (мир с ним) и Абу Бакра, пока Умар не запретил их из-за Амра ибн Хурайса.
Оригинальный текст (англ.)Jâbir bin 'Abdullâh said: "We used to engage in Mut'ah in exchange for a handful of dates or flour, for several days, at the time of the Messenger of Allah and Abu Bakr, until 'Umar forbade it in the case of 'Amr bin Huraith."
В другом месте приводится сообщения Абу Надры:
Ибн Аббас повелевал заключать временные браки, в то время как Ибн Зубайр запрещал это. Я обратился к Джабиру ибн Абдулле, и он сказал: "Этот хадис распространяется благодаря мне. Мы заключали временные браки (в период хаджа и с женщинами) во времена Посланника Аллаха. Когда Умар занял пост халифа, он сказал: 'Поистине, Аллах сделал дозволенным для Своего Посланника то, что Он желал и как Он желал. И это приказание было ниспослано в Коране. Потому совершайте хадж и умру, как приказал Аллах, и подтвердите (через заключение постоянных браков) браки с теми женщинами (с которыми вы уже заключили временные браки). И если кто-либо придёт ко мне, будучи в браке, заключённом на определённый срок, я забью его камнями [до смерти]'".
Оригинальный текст (англ.)It was narrated that Abu Nadrah said: "Ibn 'Abbвs used to enjoin Mut'ah, and Ibn Az-Zubair used to forbid it. I mentioned that to Jabir bin 'Abdullah and he said: 'It is through me that this Hadith was circulated. We performed Tamattu' with the Messenger of Allah, but when 'Umar (became the Khalifah), he said: "Allah permitted to His Messenger whatever He willed, however He willed, and the revelation of the Qur'an has been completed. So complete Hajj and 'Umrah for Allah, as Allah has commanded you, and make a decision about your marriages to these women, for no man will be brought to me having married a
woman for a specific length of time, but I will have him stoned.
Передал Имран ибн Хусейн:
Аят о временном браке был ниспослан в Книге Аллаха, и мы практиковали его во времена Посланника Аллаха, и не было в Коране ничего, что делало бы его незаконным, и Пророк не запрещал его до самой смерти. Однако человек, посчитавший его недозволенным, объявил об этом на основе собственного предположения.
В сборнике Тирмизи также приводится хадис о позиции сына Умара ибн аль-Хаттаба, Абдуллы ибн Умара:
Один человек спросил Абдуллу ибн Умара о временном браке в период хаджа, и тот ответил: “Это дозволено (халяль)”. Тогда его спросили: “Но твой отец запрещал это”. Он сказал: “Ты думаешь, что мой отец мог запретить то, что делал Пророк? Должен ли я следовать тому, что сказал мой отец, или тому, что повелевал Пророк?” Человек ответил: “Конечно, тому, что приказал Пророк”.
Кроме того, в разных источниках приводится высказывание Али ибн Аби Талиба:
Временный брак — милость Аллаха для Его рабов. Если бы Умар не запретил его, никто не совершил бы греха прелюбодеяния, кроме одержимых похотью.

### Ответ суннитов
Пророк Мухаммад после двух случаев допущения временного брака, заключенного некоторыми из его сподвижников во время продолжительных походов на дальние расстояния, в итоге запретил временные отношения между мужчиной и женщиной. Вот несколько достоверных хадисов по этому поводу:
(1) «Люди, я [было] разрешил вам временный брак [в период долгих и продолжительных походов]. Но, воистину, Господь запретил это вплоть до Конца Света».
(2) Саляма ибн аль-Акваъ передал: «В год Автос Пророк (да благословит его Всевышний и приветствует) разрешил мутъа (временный брак) на три дня, но после [по истечении трёх дней] запретил это [навсегда]» /20/.
(3) Со слов сподвижника Сабра известно, что «Пророк оговорил [повторно и убеждённо] запретность временного брака во время прощальной проповеди, подчеркнув, что этот запрет действенен до Конца Света [то есть ничем и никем не может быть отменён]».
(4) Имам ‘Али ибн Абу Талиб передал: «Поистине, посланник Божий (да благословит его Аллах и приветствует) запретил мут‘а (временный брак) в день Хайбара».
(5) ‘Умар ибн аль-Хаттаб, когда стал правителем правоверных, обратился к людям с речью, в которой также отметил: «Поистине, посланник Божий на три дня разрешил нам (его сподвижникам) мутъа (временный брак) [то есть такое было в период становления Ислама при жизни Пророка], но после он (да благословит его Всевышний и приветствует) запретил это. И клянусь Богом, если я узнаю, что какой-то женатый мужчина вступил во временные отношения с женщиной, его ждёт смертная казнь!»
Мнение сподвижника пророка Мухаммада Ибн ‘Аббаса, которое было озвучено им уже после смерти Пророка, о «дозволенности временного брака в случае крайней нужды и отдалённости от дома» имело место. Но в последующем, особенно после упрека имама ‘Али ибн Абу Талиба в его адрес, негодования ‘Абдуллы ибн аз-Зубейра и других, Ибн ‘Аббас понял, как в народе истолковали его слова и отказался от них. Первоначально он допускал подобное, проводя аналогию со спиртным и мертвечиной, употребление которых канонически допускается в момент, когда человек испытывает смертельно опасное для него чувство голода (когда находится в состоянии, граничащем между жизнью и смертью). Данная аналогия была отвергнута другими учёными и в последующем им же (Ибн ‘Аббасом) самим, так как проведена между совершенно несопоставимыми вещами. Употребление запретного допускается в состоянии «махмаса», когда отсутствует иная пища, и человек, отказавшись от поддержания сил запретным, может умереть. А ситуация временных браков — это вопрос воли, разума, правильного (низкокалорийного) питания или поста, и никак не относится к состоянию «между жизнью и смертью». Ни мужчина, ни женщина не умрут, сколь бы продолжительным воздержание ни было бы.
Великие мухаддисы имам аль-Бухари и имам Муслим, приводя хадисы о временном браке в отдельных главах, назвали их «Итоговый запрет пророка Мухаммада (да благословит его Всевышний и приветствует) на временный брак» и «Временный брак: о том, что он был разрешён, но затем разрешение это было аннулировано, после этого — разрешён, но затем разрешение это было аннулировано, и запрет на него установился до Конца Света».
У Джафара ибн Мухаммада спросили про временный брак. Учёный ответил: «Это — натуральное прелюбодеяние!». В книгах по мусульманскому богословию приводится итоговое единое мнение (иджма‘) сподвижников Пророка и учёных о том, что временный брак (мут‘а) запрещён (харам), и навсегда.